# Sovjetunionens femårsplaner
Sovjetunionens femårsplaner var en serie centraliserade femårsplaner som gällde över hela Sovjetunionen. Planerna utvecklades av Gosplan enligt de riktlinjer för ekonomisk utveckling som Sovjetunionens kommunistiska parti utfärdat. Uppfyllandet av planerna blev en central del av den sovjetiska byråkratin. Liknande planeringsmetoder kom att användas av de flesta andra kommuniststaterna, såsom Kina. Dessutom har flera kapitalistiska stater framodlat liknande koncept av centralplanering, men då inom ramarna av marknadsekonomin, inom olika bestämda tidslopp: det finns både sjuårsplaner och tolvårsplaner. Nazityskland använde sig av fyraårsplaner för att göra Tyskland förberett för krig.
Flera av femårsplanerna bestod inte under hela den period som de utsetts för: en del uppfylldes med framgång tidigare än väntat medan andra misslyckades och övergavs. Det fanns allt som allt tretton femårsplaner. Den första skapades 1928 för att bidra till den snabba industrialiseringen av Sovjetunionen och lade därmed en stark betoning på tung industri, och gällde från 1929 till 1933, även om den uppfylldes ett år tidigare. Den sista femårsplanen lades fram för perioden 1991 till 1995, men färdigställdes aldrig eftersom Sovjetunionen upplöstes 1991.

## Bakgrund
Josef Stalin övertog och bevarade NEP från Vladimir Lenin. 1921 övertalade Lenin partikongressen att överge krigskommunismen som etablerats under det ryska inbördeskriget och ersätta den med NEP. Krigskommunismen bestod i att staten kontrollerade alla produktionsfaktorer och kommunikation. Allt land hade nationaliserats 1922, med kollektivisering som långsiktigt mål. Bönderna hade tillåtits bruka landen med produktionsöverskott för sina egna behov och få dessa uppköpta av staten, men bönderna minskade produktionen ändå. Pengar ersattes gradvis av byteshandel och ett system med kuponger.
NEP ersatte krigskommunismens misslyckade försök. Staten kontrollerade under den här tiden alla stora entreprenörer (fabriker, gruvor, järnvägar) såväl som medelstora, men det var tillåtet med små privata företag med färre än 20 anställda. Beslagtagandet av jordbruksprodukter ersattes av ett skattesystem - en bestämd andel av varan - och bönderna fick sälja överskottet (till ett statligt bestämt pris) även om de uppmuntrades att gå med i statliga jordbruk (sovchozer, vilka etablerades på mark som exproprierades av adeln efter 1917 års revolutioner). På dessa jordbruk arbetade bönderna till bestämda löner såsom arbetarna på fabriker. Pengarna kom så åter i användning, med nya sedlar som utfärdades och stöddes av guld.
NEP var Lenins svar på en kris. 1920 var den industriella produktionen 13%, och jordbruksproduktionen 20%, av 1913 års nivåer. Mellan 21 februari och 17 mars 1921 gjorde sjömän i Kronstadt uppror. Det ryska inbördeskriget, som var den huvudsakliga anledningen till krigskommunismens införande, hade praktiskt taget vunnits - och därmed kunde kontrollerna släppas efter lite på.
Under 1920-talet var det en stor debatt mellan Bucharin, Tomskij och Rykov å ena sidan, och Trotskij, Zinovjev och Kamenev å andra sidan. Den förra ansåg att NEP bidrog till tillräcklig statlig kontroll över ekonomin och tillräckligt snabb utveckling, medan den senare såg behoven av snabbare utveckling och större statlig kontroll, med åsikter som bland annat att vinsterna skulle delas lika mellan alla och inte bara mellan de få privilegierade. Vid den 14 partikongressen 1925 stannade Stalin, som vanligt under de tidiga åren, i bakgrunden av diskussionerna men höll med Bucharins grupp. Senare, 1927, bytte han dock sida helt och stödde de som stödde en ny kurs med större statlig kontroll.

## Planer
1. Sovjetunionens första femårsplan (1928–1932)
2. Sovjetunionens andra femårsplan (1932–1937)
3. Sovjetunionens tredje femårsplan (1938–1942)
4. Sovjetunionens fjärde femårsplan (1946–1950)
5. Sovjetunionens femte femårsplan (1951–1955)
6. Sovjetunionens sjätte femårsplan (1956–1958)
7. Sovjetunionens sjunde femårsplan (1959–1965)
8. Sovjetunionens åttonde femårsplan (1966–1970)
9. Sovjetunionens nionde femårsplan (1971–1975)
10. Sovjetunionens tionde femårsplan (1976–1981)
11. Sovjetunionens elfte femårsplan (1981–1985)
12. Sovjetunionens tolfte femårsplan (1986–1990)
13. Sovjetunionens trettonde femårsplan (1991–1995)